# Юпітер LXVIII
Юпітер LXVIII — супутник Юпітера, також відомий під початковим позначенням S/2017 J 7. Відкритий Скоттом Шеппардом та його командою у 2017 році. Оголошено про це відкриття було лише 17 липня 2018 року в електронному циркулярі Центру малих планет.
Супутник належить до групи Ананке. Він має діаметр приблизно 2 кілометри і та обертається навколо великої півосі близько 20 627 000 км з нахилом орбіти приблизно 143,4°.